# قره (سیاه‌زن)
قره (به لاتین: Qərəh) یک منطقه مسکونی در جمهوری آذربایجان است که در شهرستان سیاه‌زن واقع شده است.